# ألبير جيرار
ألبير جيرار (بالفرنسية: Albert Girard )‏ (و. 1595 – 1632 م) هو رياضياتي من هولندا، وفرنسا، توفي في لايدن، عن عمر يناهز 37 عاماً.

## التعليم
تعلم في جامعة لايدن.

## روابط خارجية
- ألبرت جيرارد على موقع الموسوعة البريطانية (الإنجليزية)